# Bartolomeo Gastaldi
Bartolomeo Gastaldi (Torino, 10 febbraio 1818 – Torino, 5 gennaio 1879) è stato un geologo italiano.

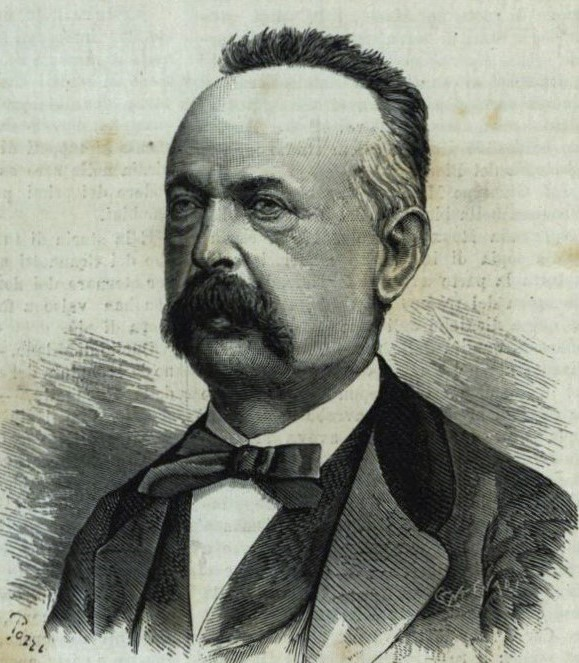
Il prof. Bartolomeo Gastaldi.

Fu tra i pionieri nello studio della geologia delle Alpi e della glaciologia del territorio piemontese oltre che co-fondatore e secondo presidente del Club Alpino Italiano.

## Biografia
Secondogenito dei 10 figli di Bartolomeo Gastaldi, uno degli avvocati più in vista del foro torinese, sua madre, Maria Volpato, era la sorella dell'antiquario Volpato di Riva presso Chieri. Crebbe in una famiglia di gente illustre: il fratello primogenito Lorenzo Gastaldi, infatti, diventerà arcivescovo di Torino negli anni dal 1871 al 1883; un altro suo fratello, Andrea, si affermerà come talentuoso ed apprezzato pittore.
Si laureò in giurisprudenza nel 1839, ma con la morte del padre 4 anni più tardi abbandonò senza indugio la carriera forense per dedicarsi alla sua vera passione: gli studi di geologia e paleontologia, a cui aveva avuto modo di appassionarsi raccogliendo fossili durante le sue frequenti passeggiate giovanili sulla collina di Torino. La sua formazione professionale avvenne quindi relativamente tardi, alla soglia dei 30 anni, a Parigi, prima alla École des mines e poi al Collège de France.
Alla Ecole des mines conobbe Quintino Sella, del quale divenne buon amico nonostante i 10 anni di età che li separavano. Nel 1854, quando il Sella venne incaricato di riordinare la collezione mineralogica dell'Istituto Tecnico di Torino,, volle che Gastaldi gli fosse assegnato come collaboratore. L'anno successivo, Bartolomeo Gastaldi venne nominato segretario dell'istituto.
Nel 1860 l'Istituto fu trasformato in Scuola di applicazione per gli ingegneri, e la sua sede fu spostata al castello del Valentino, sempre a Torino; Gastaldi, residente a Riva presso Chieri, si fece assegnare una stanza nell'edificio, che utilizzava come residenza nel periodo in cui rimaneva in città.
Nel 1861 fu nominato assistente al corso di mineralogia di cui era titolare Quintino Sella, che però si era dovuto mettere in aspettativa a causa dei sopravvenuti impegni politici.
Il 23 ottobre 1863 fu, insieme a Quintino Sella ed altri, fondatore del Club Alpino Italiano, diventandone dapprima vicepresidente e poi suo secondo presidente dal 1864 al 1872. Durante la sua presidenza, il Club soffrì una grave crisi, dovuta al trasferimento di molti dei suoi soci fondatori a Firenze in seguito allo spostamento della capitale d'Italia; seppe tenere insieme il club, ed anzi rilanciarne le attività, stimolando la nascita di nuove sedi, tra cui quella di Napoli. Fondò e diresse pure il Bollettino del club alpino italiano, una sorta di raccolta annuale dei resoconti dei principali viaggi ed esplorazioni fatti dai soci del club. Lasciò la presidenza del sodalizio nel 1873, in segno di protesta per il nuovo statuto che limitava il potere della sede centrale di Torino lasciando maggiori libertà di azione alle sedi locali.
Nel novembre 1863 fu nominato professore ordinario di mineralogia alla Scuola di applicazione, e contestualmente donò alla scuola la sua vasta collezione privata di minerali e fossili.
A partire dal 1864 cominciò a lavorare alla carta geologica delle Alpi piemontesi, e si dedicò a questo lavoro per il resto della sua vita.
Dal 1870 divenne socio dell'Accademia nazionale delle scienze e accettò l'incarico politico di consigliere comunale del capoluogo piemontese, dove poté rendersi utile alla causa dell'università e ai musei civici.
Nel 1875 assunse la direzione del Museo Civico di Torino; nell'assumere l'incarico, donò al museo una cospicua collezione privata di reperti paleontologici.
Amico di Quintino Sella, il 2 giugno 1878 ebbe anche l'onore di presentare al Parlamento italiano uno dei suoi lavori più significativi: la Carta geologica delle Alpi piemontesi. Per la preparazione di tale opera (25 fogli in scala 1:50.000) gli furono necessari 14 anni di rilevamenti sul campo, oltre a varie collaborazioni (tra cui quella del geologo e alpinista Martino Baretti).
Nello stesso anno, gli venne affidato il nuovo corso di geologia appena istituito all'Università di Torino.
Morì improvvisamente il 5 gennaio 1879. È sepolto nel Cimitero monumentale di Torino (campo primitivo nord-zona nicchioni) accanto al fratello Andrea, illustre pittore.

## Riconoscimenti

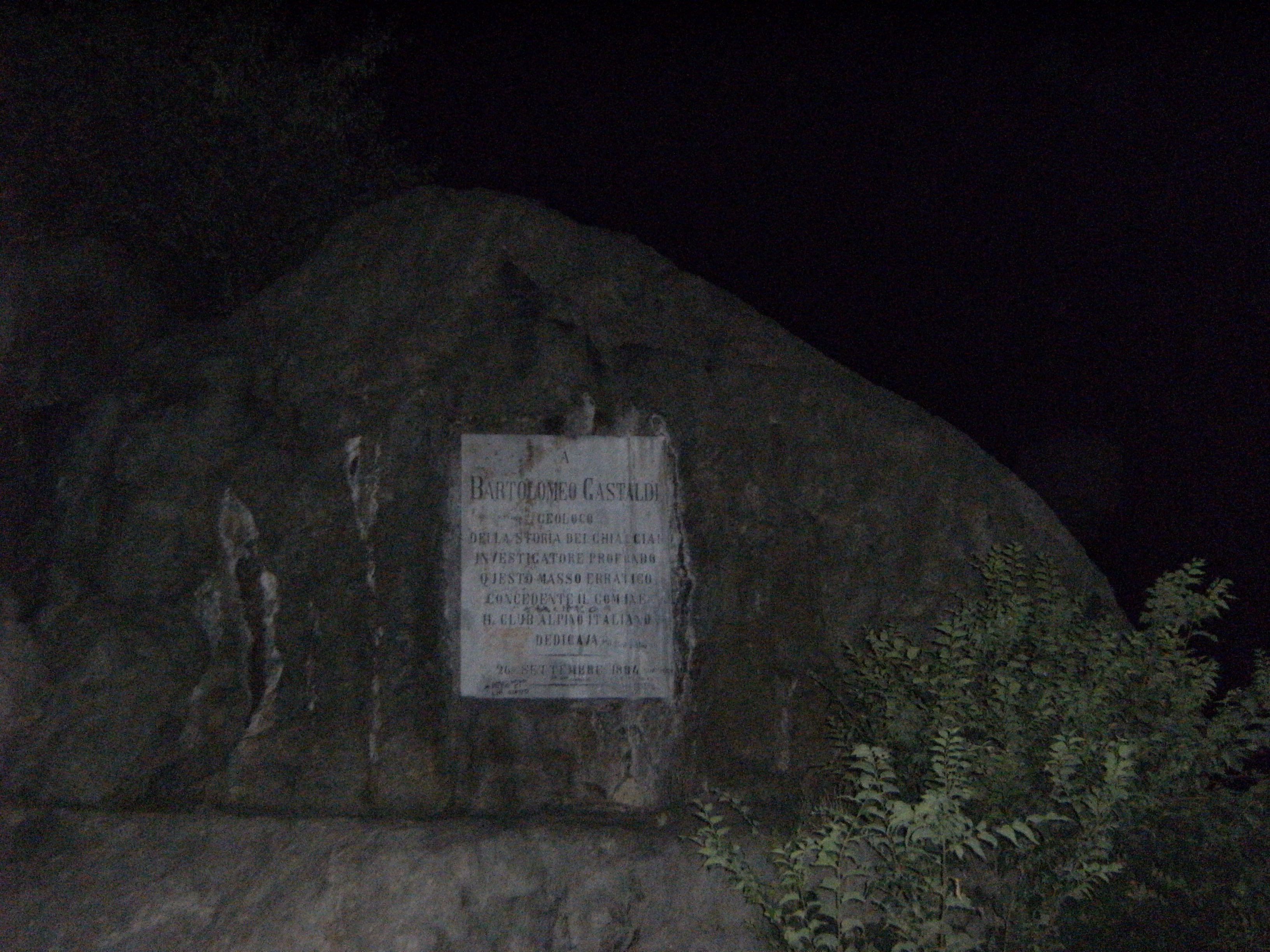
La lapide commemorativa sul Masso Gastaldi a Pianezza (TO)

Da lui prende il nome la gastaldite, una varietà di glaucofane.
A Gastaldi sono dedicati il rifugio Bartolomeo Gastaldi in Val d'Ala, la montagna detta Cresta Gastaldi nel gruppo del Gran Paradiso e la cima detta Punta Gastaldi nel gruppo del Monviso.
Il CAI e il Comune di Pianezza gli hanno inoltre intitolato nel 1884 il grande masso erratico che sorge nei pressi del centro del paese.